# Metatorberniet
Het mineraal metatorberniet is een koper-uranium-fosfaat, met de chemische formule Cu(UO2)2(PO4)2 · 8H2O. Het is de gehydrateerde, pseudomorfe variant van torberniet. Metatorbernietkristallen zijn licht- tot donkergroen en bezitten een tetragonale structuur. Ze komen meestal voor als foliculaire, lamellaire (afgeplatte) of kleine, granulaire eenheden. Metatorberniet wordt vooral aangetroffen op een matrix van graniet.
Het mineraal is sterk radioactief.

## Naamgeving en ontdekking
Metatorberniet kreeg zijn naam omdat het met torberniet verwant is qua chemische samenstelling, maar minder gehydrateerd is (hierop wijst het voorvoegsel meta-). Het mineraal werd in 1786 ontdekt in het Ertsgebergte, nabij de stad Schneeberg in Duitsland.